# Giovanni Torrisi
Giovanni Torrisi (Catania, 18 novembre 1917 – La Maddalena, 11 agosto 1992) è stato un ammiraglio italiano che ricoprì le cariche di capo di stato maggiore della Marina Militare e di capo di stato maggiore della Difesa.

## Biografia
Nato a Catania nel 1917, entrò giovanissimo in marina e venne nominato guardiamarina già dall'aprile del 1940, prestando servizio durante il secondo conflitto mondiale per quattro anni su navi di scorta ai convogli tra cui sul cacciatorpediniere Turbine.
Nominato capitano di fregata, fu al comando della fregata Cigno e successivamente col grado di capitano di vascello prese il comando dell'incrociatore Giuseppe Garibaldi, prestando poi servizio per 11 anni presso lo stato maggiore della Marina Militare italiana dapprima come capoufficio e successivamente, con il grado di contrammiraglio, come responsabile del 3º Reparto piani e operazioni.
Ripresi gli studi frequentò il centro alti studi militari per poi assumere il comando della 2ª Divisione Navale e successivamente essere nominato direttore generale per il personale della Marina Militare. Il 1º agosto 1977 venne nominato capo di Stato Maggiore della Marina reggendo tale carica sino al 31 gennaio 1980, per ricoprire successivamente l'incarico di capo di Stato Maggiore della Difesa dal 1º febbraio 1980 sino al 29 settembre 1981.
Il suo nome è risultato tra gli iscritti alla loggia massonica P2 (tessera n. 631) e risulta anche tra i nomi illustri, inizialmente occultati, dei partecipanti al Golpe Borghese del 1970.
Morì all'isola de La Maddalena l'11 agosto 1992.